# Ulica Bielska w Płocku
Ulica Bielska − druga co do długości (po Wyszogrodzkiej) ulica Płocka. Zaczyna się od Starego Rynku i biegnie aż do granic miasta, przez co liczy prawie 6 km. Na odcinku od granicy miasta do skrzyżowania z alejami Jachowicza jest drogą krajową nr 60.

## Ważne obiekty
- pozostałości XIV wiecznego muru miejskiego (przy skrzyżowaniu z ul. Kwiatka)
- Cmentarz Komunalny
- lotnisko Aeroklubu Ziemi Mazowieckiej
- centrum handlowo-rozrywkowe Galeria Mosty (ul. Tysiąclecia)
- Nadleśnictwo Płock